# Eubeckerella malaica
Eubeckerella malaica (лат.) — вид мелких хальцидоидных наездников, единственный в составе рода Eubeckerella из семейства Ormyridae. Встречается в Юго-Восточной Азии: Малайзия (Pasoh Forest Res., Негери-Сембилан).

## Описание
Длина около 4 мм. Тело темно-зелёное с желтовато-коричневыми ногами. Формула усиков 11174. Глаза очень крупные, поэтому скуловой промежуток очень короткий; лицо преимущественно морщинисто-полосатое; нотаули глубокие в задней части. Переднее крыло с диффузным срединным затемнением; большинство брюшных тергитов слабо пунктированно-сетчатые, без ямок или зубчатых границ; коготки лапок длинные и тонкие, резко заострённые с рудиментарным базальным вздутием.

## Биология
Биология вида Eubeckerella malaica неизвестна.

## Таксономия
Вид был впервые описан в 1999 году, выделен в отдельный род Eubeckerella Narendran, 1999 из подсемейства Ormyrinae (Ormyridae).